# 南勢 (屏東縣)
南勢，是臺灣屏東縣竹田鄉的一個傳統地域名稱，位於該鄉中部略偏北北東。相較於今日行政區，其範圍大致包括福田村東南部、西勢村東南端、南勢村不含西北部凸出部分、六巷村東部邊界地帶中偏南一小段、頭崙村不含西部及東部邊界地帶偏南側一小段、美崙村西北部、二崙村西北端、履豐村不含西端、竹田村西部邊界地帶中央大段、糶糴村北部邊界地帶東半段及中西側一小段，以及內埔鄉的福田村西部邊界地帶中偏南段。
本地區境內主要聚落為南勢、頭崙、履豐。

## 歷史
台灣日治初期，南勢地區為一街庄，稱為「南勢庄」（舊制街庄），隸屬於港西下里。該庄昔日北與西勢庄為鄰，東與老北勢庄、二崙庄為鄰，東南邊、南邊及西南邊為頓物庄，西邊為溝仔墘庄。
1901年（日治明治三十四年）11月11日，全台廢縣廳改設二十廳，該庄隸屬於阿猴廳。1904年（明治三十七年）4月15日，該庄編入「二崙區」，隸屬於阿猴廳。1905年（明治三十八年）4月1日，阿猴廳改稱「阿緱廳」。1909年（明治四十二年）10月25日，全台合併二十廳為十二廳，二崙區仍隸屬於阿緱廳。1920年（大正九年）10月1日，全台地方制度大改正，廢十二廳改設五州二廳，該庄改制為「南勢」大字，隸屬於高雄州潮州郡竹田庄（新制街庄）。
戰後竹田庄改制為竹田鄉，隸屬於高雄縣，大字亦改制為村。1950年（民國39年）10月1日，高、屏分治，竹田鄉改隸屬於屏東縣。
相較於今日行政區，本地區的範圍大致包括福田村東南部、西勢村東南端、南勢村不含西北部凸出部分、六巷村東部邊界地帶中偏南一小段、頭崙村不含西部及東部邊界地帶偏南側一小段、美崙村西北部、二崙村西北端、履豐村不含西端、竹田村西部邊界地帶中央大段、糶糴村北部邊界地帶東半段及中西側一小段，以及內埔鄉的福田村西部邊界地帶中偏南段。

## 聚落
該地區發展較早的聚落為南勢、頭崙、履豐，在日治期初期的官方地圖上已有記載。

## 交通
台鐵屏東線是高雄至枋寮間的鐵路幹線，經過本地區東北部及東南部，並在境內東南部設有竹田車站。該站屬簡易站，僅停靠區間車；由此可前往台鐵沿線各站。
國道3號又稱「福爾摩沙高速公路」，是貫穿台灣西部的兩條縱向高速公路之一，經過本地區西北部。最近的交流道在北側為省道台1線交會處的麟洛交流道；在南側為省道台88線交會處的竹田系統交流道，多利用該省道在其東側鄉道屏85線交會處的竹田端進出。由此等可快速前往國道3號沿線各地。
縣道187甲線是龍泉至下蚶堤防的道路，經過本地區中北部暨南勢聚落南郊。由該道路東北行可前往竹田鄉/內埔鄉交界地帶、內埔鄉，並止於老埤地區的縣道187號路口；西南行可前往萬丹鄉，並止於下蚶地區的縣道189甲線路口。
鄉道屏81-1線是西勢至南勢的道路，其南側端點（終點）位於本地區中部偏北北東、南勢聚落東南側的鄉道屏83線路口。
鄉道屏81-2線是西勢至崙仔的道路，經過本地區的西部暨頭崙聚落西側。
鄉道屏83線是新北勢至竹南的道路，經過本地區的南勢、頭崙、履豐等聚落。